# Медаль «За взяття Кенігсберга»
Медаль «За взяття Кенігсберга» — медаль, державна нагорода СРСР. Введена указом Президії Верховної Ради СРСР 9 червня 1945 року. Автор медалі — художник О. І. Кузнєцов.

## Опис
Медаль «За взяття Кенігсберга» має форму правильного круга діаметром 32 мм, виготовлена з латуні.
На лицьовому боці медалі у центрі — напис «ЗА ВЗЯТИЕ КЕНИГСБЕРГА», у верхній частині — п'ятикутна зірочка, у нижній — лаврова гілка.
На зворотному боці — напис «10 АПРЕЛЯ 1945» (дата захоплення Кенігсберга), над датою — п'ятикутна зірочка. Усі написи та зображення на медалі — випуклі.
Медаль за допомогою вушка і кільця з'єднується з п'ятикутною колодочкою, обтягнутою шовковою муаровою стрічкою шириною 24 мм. Стрічка складається з п'яти смужок (трьох чорних та двох зелених між ними).

## Нагородження медаллю
Медаллю «За взяття Кенігсберга» нагороджувалися військовослужбовці Радянської Армії, Військово-морського флоту та військ НКВС, які брали участь у штурмі і захопленні столиці Східної Пруссії Кенігсберга у період з 23 січня по 10 квітня 1945 року, а також організатори і керівники цієї військової операції.
Медаль носиться на лівій стороні грудей, за наявності у нагородженого інших медалей СРСР розташовується після медалі «За взяття Будапешта».
Станом на 1987 рік медаллю «За взяття Кенігсберга» було проведено приблизно 760 000 нагороджень.

## Цікаві факти
- «За взяття Кенігсберга» — єдина медаль серії, що заснована не у зв'язку із взяттям або визволенням столиці, а в нагороду за взяття міста-фортеці[1].